# Ґраниця (Західнопоморське воєводство)
Ґраниця (пол. Granica, нім. Karlsthal) — село в Польщі, у гміні Інсько Старгардського повіту Західнопоморського воєводства.
Населення — 50 осіб (2011).
У 1975-1998 роках село належало до Щецинського воєводства.

## Демографія
Демографічна структура станом на 31 березня 2011 року:
|          | Загалом | Допрацездатний вік | Працездатний вік | Постпрацездатний вік |
| -------- | ------- | ------------------ | ---------------- | -------------------- |
| Чоловіки | 23      | 2                  | 17               | 4                    |
| Жінки    | 27      | 3                  | 16               | 8                    |
| Разом    | 50      | 5                  | 33               | 12                   |